# Claude Cohen-Tannoudji
Claude Cohen-Tannoudji (sinh ngày 1.4.1933) là nhà vật lý người Pháp gốc Algérie đã đoạt Giải Nobel Vật lý năm 1997 chung với Steven Chu và William Daniel Phillips cho công trình nghiên cứu phương pháp làm lạnh bằng laser. Cohen-Tannoudji là người sinh trong một nước Ả Rập đầu tiên đoạt giải Nobel.

## Cuộc đời và Sự nghiệp
Cohen-Tannoudji sinh ở thành phố Constantine, thuộc tỉnh Constantine, Algérie trong thời Pháp đô hộ Algérie. Cha mẹ ông là người Do Thái. 
Sau khi tốt nghiệp "Đại học Constantine" (Algérie), Cohen-Tannoudji sang Paris học ở École normale supérieure, học các giáo sư Henri Cartan, Laurent Schwartz và Alfred Kastler. Việc học của ông bị gián đoạn vì phải thi hành nghĩa vụ quân sự 28 tháng (lâu hơn bình thường vì có chiến tranh Algérie). Năm 1960 ông bắt đầu nghiên cứu luận án tiến sĩ và đậu bằng tiến sĩ năm 1962.

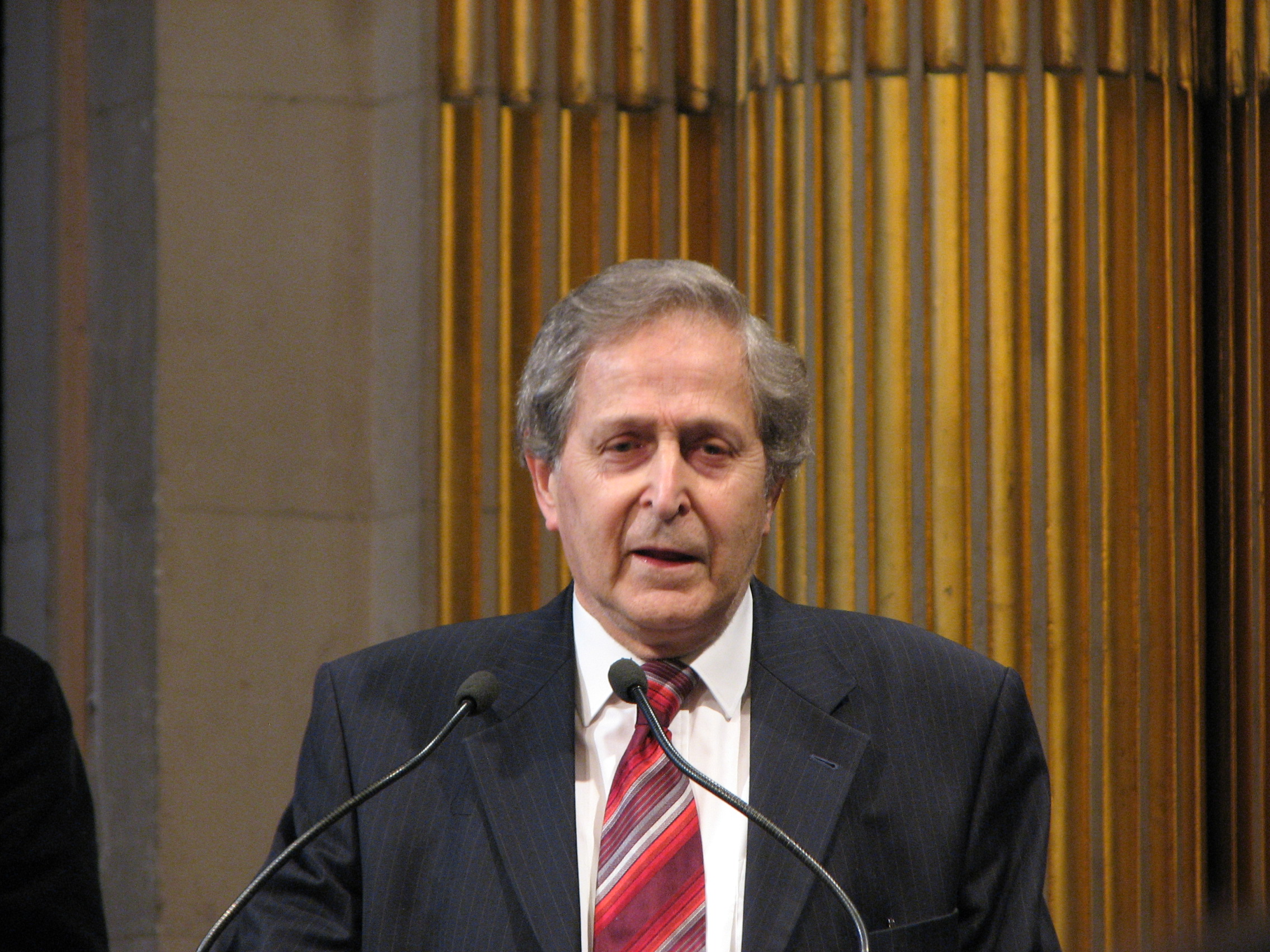
Claude Cohen-Tannoudji năm 2010

Sau đó, ông dạy Cơ học lượng tử ở Đại học Paris, và tiếp tục nghiên cứu về các tác động qua lại giữa nguyên tử-photon. Từ năm 1960 tới 1964, ông được biệt phái sang nghiên cứu ở Trung tâm Nghiên cứu Khoa học Quốc gia Pháp. Từ năm 1964 tới 1973, ông làm phó giáo sư, rồi giáo sư ở Đại học Paris, rồi Đại học Paris-VI.
Năm 1973, ông làm giáo sư ở Collège de France. Đầu thập niên 1980, ông bắt đầu nghiên cứu các lực bức xạ trên nguyên tử trong trường ánh sáng laser. Ông cùng với Alain Aspect, Christophe Salomon và Jean Dalibard lập ra một phòng thí nghiệm để nghiên cứu laser cooling (xem chú thích).
Năm 1997, ông được trao Giải Nobel Vật lý (chung với Steven Chu và William Daniel Phillips) cho việc phát triển các phương pháp làm nguội và bẫy nguyên tử bằng ánh sáng laser.

## Giải thưởng và Vinh dự
- 1963: Giải Paul Langevin của Hội Vật lý Pháp
- 1964: Huy chương bạc của Trung tâm Nghiên cứu Khoa học Quốc gia Pháp
- 1971: Giải Jean Ricard của Hội Vật lý Pháp
- 1979: Giải thưởng và Huy chương Young của Viện Vật lý Hoa Kỳ
- 1980: Giải Ampère của Viện hàn lâm khoa học Pháp
- 1981: Viện sĩ Viện hàn lâm khoa học Paris
- 1985: Hội viên Hội Vật lý Hoa Kỳ
- 1991: Giải Gay-Lussac Humboldt
- 1992: Giải Lilienfeld của Hội Vật lý Hoa Kỳ
- 1992: Viện sĩ nước ngoài Viện hàn lâm Khoa học và Nghệ thuật Hoa Kỳ
- 1992: Viện sĩ Viện hàn lâm Khoa học, Nghệ thuật và Văn chương châu Âu
- 1993: Viện sĩ Academia Europaea (Viện hàn lâm châu Âu)
- 1993: Giải Charles Townes của Hội Quang học Hoa Kỳ
- 1994: Viện sĩ nước ngoài Viện hàn lâm Khoa học quốc gia Hoa Kỳ
- 1994: Tiến sĩ danh dự của Đại học Uppsala, Thụy Điển
- 1995: Huy chương Matteucci
- 1996: Giải Harvey về Khoa học và Công nghệ của Technion, Israel
- 1996: Giải Điện tử lượng tử của Hội Vật lý châu Âu
- 1996: Viện sĩ nước ngoài Viện hàn lâm Khoa học, Văn chương và Mỹ thuật hoàng gia Bỉ
- 1996: Viện sĩ nước ngoài Accademia dei Lincei, Ý
- 1996: Huy chương vàng của Trung tâm nghiên cứu Khoa học quốc gia Pháp
- 1997: Giải Nobel Vật lý
- 1998: Tiến sĩ danh dự Đại học Do Thái Jerusalem
- 1998: Tiến sĩ danh dự Học viện Công nghệ hoàng gia Thụy Điển
- 1998: Viện sĩ nước ngoài Viện hàn lâm Khoa học quốc gia, Allahabad, Ấn Độ
- 1999: Viện sĩ nước ngoài Viện hàn lâm Khoa học Ấn Độ, Bangalore
- 1999: Viện sĩ Viện hàn lâm giáo hoàng về Khoa học, Vatican
- 1999: Tiến sĩ danh dự Đại học Bar-Ilan, Israel
- 1999: Viện sĩ danh dự Viện hàn lâm Khoa học, Văn chương và Nghệ thuật Lyon
- 1999: Tiến sĩ danh dự Đại học Sussex, Brighton, Anh
- 1999: Tiến sĩ danh dự Université libre de Bruxelles, Bỉ
- 1999: Tiến sĩ danh dự Đại học liên bang Pernambuco, Brasil
- 2000: Viện sĩ nước ngoài Viện hàn lâm Khoa học New Delhi, Ấn Độ
- 2000: Tiến sĩ danh dự Đại học Liège, Bỉ
- 2010: Bắc đẩu bội tinh, hạng Grand Officier

## Đời tư
Năm 1958 ông kết hôn với Jacqueline, một nữ giáo viên trung học. Họ có ba người con.

## Tác phẩm
- C. de WITT, A. BLANDIN et C. COHEN-TANNOUDJI. Optique et Électronique Quantiques. Quantum Optics and Electronic, Les Houches, 1964 (Gordon and Breach, New York).
- Claude Cohen-Tannoudji, Bernard Diu và Frank Laloë. 1973. Mécanique quantique. 2 cols. Collection Enseignement des Sciences. Paris. ISBN 2-7056-5733-9 (ISBN 0-471-16433-X for the English translation).
- Claude Cohen-Tannoudji, Gilbert Grynberg và Jacques Dupont-Roc. Introduction à l'électrodynamique quantique.
- Claude Cohen-Tannoudji, Gilbert Grynberg và Jacques Dupont-Roc, Processus d'interaction photons-atomes. (tiếng Pháp và tiếng Anh)
- Claude Cohen-Tannoudji. Atoms in light fields World Scientific. Collection of his most important papers.
- F. Bardou, J.P. Bouchaud, A. Aspect, C Cohen-Tannoudji, Lévy Statistics and Laser Cooling. How rare events bring atoms to rest. (Cambridge University Press)

Ngoài ra, ông còn viết khoảng 170 bài khảo cứu về các lãnh vực:
- Vật lý nguyên tử và phân tử
- Bơm quang học
- Các tác động qua lại giữa nguyên tử và photon
- Quang học lượng tử
- Kỹ thuật làm nguội và bẫy nguyên tử bằng các chùm laser.